# August Wieser

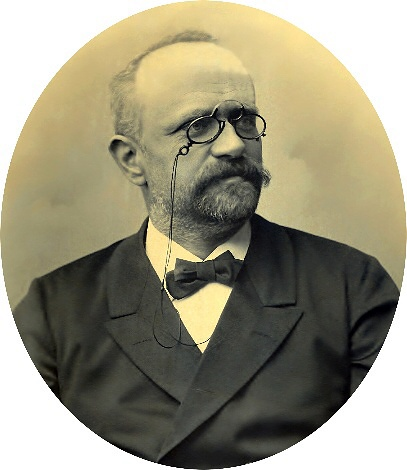
August Wieser

August Wieser Ritter von Mährenheim (* 17. Mai 1847 in Brünn; † 27. März 1916 ebenda) war ein mährisch-österreichischer Jurist und Politiker. Er war von 1894 bis zu seinem Tod Bürgermeister der Stadt Brünn.

## Leben
Als Sohn des Dichters und ersten Präsidialsekretärs des Mährischen Landtags sowie Kaiserlichen Rates Joseph Ritter Wieser von Mährenheim geboren, studierte August Ritter Wieser von Mährenheim nach dem Besuch des Gymnasiums in Brünn Rechtswissenschaften in Wien. Während seines Studiums wurde er 1865 Mitglied der Wiener Burschenschaft Braune Arminia. Er wurde zum Dr. iur. promoviert.
Ab 1873 war er als Advokat in Brünn tätig, wo er 1881 in den Gemeindeausschuss gewählt wurde. Er gehörte auch dem Bezirksschulrat an und war ab 1883 Mitglied der Direktion der Hypothekenbank der Markgrafschaft Mähren, sowie später deren erster Obmann-Direktorstellvertreter. 1894 wurde er Bürgermeister von Brünn und Abgeordneter im Mährischen Landtag; gewählt im 1. Stadtbezirk. Beides blieb er bis zu seinem Tod 1916.

## Ehrungen
- 1882 Ehrenbürger von Brünn
- 1904: Franz-Joseph-Orden, Komturkreuz
- Ehrenbürger von vielen deutsch-mährischen Städten und Gemeinden
- Denkmal auf dem Glacis in Brünn